# Oryctophileurus armicollis
Oryctophileurus armicollis är en skalbaggsart som beskrevs av Heinrich Bernward Prell 1911. Oryctophileurus armicollis ingår i släktet Oryctophileurus och familjen Dynastidae. Inga underarter finns listade i Catalogue of Life.